# 石神 (民間信仰)

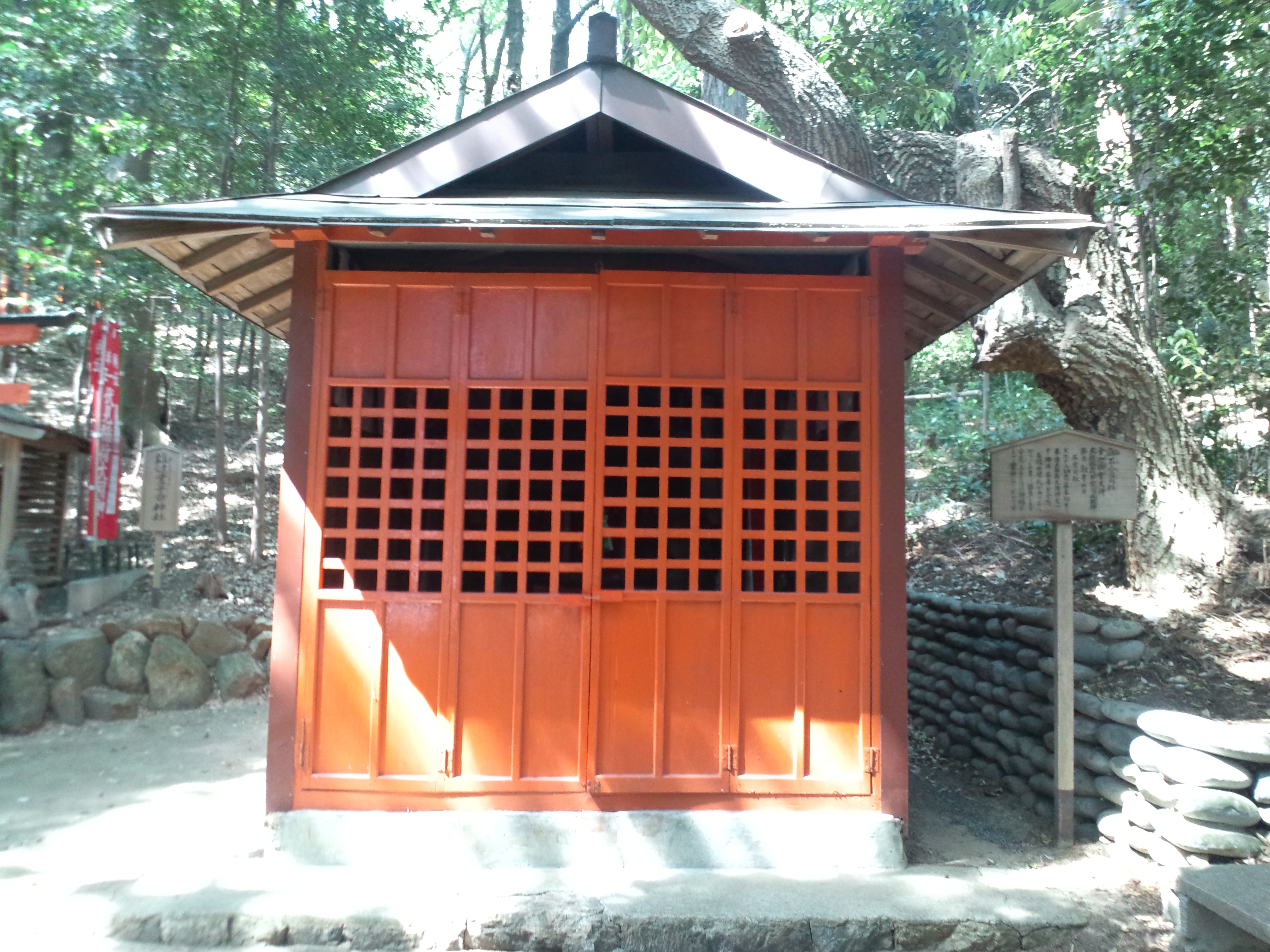
二川伏見稲荷（愛知県豊橋市）にある御社宮司（おしゃぐじ）社

石神（いしがみ、しゃくじん）とは、民間信仰において依り代・神体として祀られる霊石や石器（石棒、石剣 等）である。この信仰は関東・近畿地方の一部で特に顕著であり、「しゃくじ」「（お）しゃぐじ」「（お）しゃごじ」「（お）さ（ん）ごじ」「おシャモジ様」等と言った名称で呼ばれている。
長野県にある諏訪大社の信仰に関わるミシャグジと名称が似ており、諏訪地域とその周辺に点在する「ミシャグジ（御社（射）宮司）社」も他所の「石神」信仰と共通する点が多いことから、これらはすべて関連しているという説が主流となり、長い間「ミシャグジ信仰」としてひとまとめにして扱われていた。また、「石神」とされるものの多くが縄文期の石器であることから、この信仰は縄文時代にまで遡る可能性があるとも考えられてきた。しかし、近年は諏訪のミシャグジと他所の石神や「ミシャグジ的なもの」は切り分けて考えるべきだとする意見が研究者の間でも出てきており、この信仰は縄文時代から続くものであるという見解にも疑問が投げかけられている。

## 石神・「ミシャグジ的」信仰の例

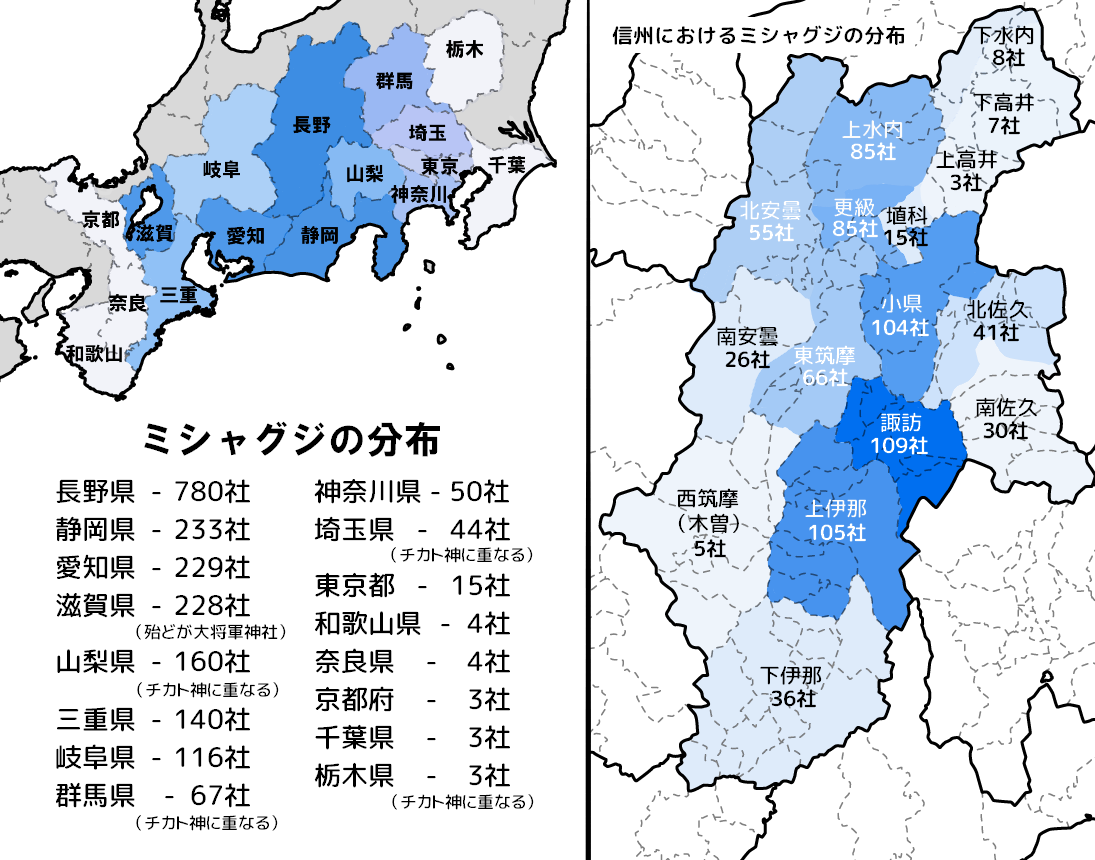
いわゆる「ミシャグジ信仰」の分布（今井野菊の研究に基づく）

### 三狐神
三狐神はサグジ、シャグジ、シャゴジ、ミシャゴジ等と読まれる。三狐神（サグジ）は農家で祭る田の神（田畑の守り神）であり、「三狐神（さんこしん・さんこじん）」の音から変化した名称である。「三狐神」を「シャゴジ」と訓んで、シャグジの同類とする考えもある。機殿神社の末社では、諏訪の土俗神として「三狐神（ミシャゴジ）」が祀られている。また、伊勢市の二見興玉神社に存在する「天の岩屋」は、稲荷神（宇迦之御魂神）を祀る三宮神社の遺跡とされるが、かつては石神（シャグジ）または三狐神であり、洞の奥に燈火が点されていた。